# Elizabeth Meriwether
Elizabeth (Liz) Hughes Meriwether (Michigan, 11 oktober 1982) is een Amerikaans toneel- en scenarioschrijfster.

## Biografie
Ze is het tweede kind van Heath J. Meriwether en zijn vrouw Pat Hughes. Haar vader was van 1983 tot 1987 werkzaam als redacteur van de Miami Herald en van 1996 tot 2003 als uitgever van de Detroit Free Press. Meriwether ging onder meer naar de Greenhills School.
Voordat ze English & Theater Studies aan de Yale-universiteit ging studeren, wilde Meriwether actrice worden. In 2004 studeerde ze af, waarna ze verhuisde naar New York. In dat jaar ging haar eerste toneelstuk, Nicky Goes Gothic, in première. Ze schreef in 2006 een proefaflevering voor de Fox Broadcasting Company, maar deze werd niet verwerkt tot een serie. Ze schreef de romantische komedie No Strings Attached (2011) en de televisieserie New Girl (2011-2018).

## Toneelstukken
- Nicky Goes Gothic (2004)[6]
- True Love Story of My Parents (?)[6]
- Heddatron (2006)[7]
- The Mistakes Madelina Made (2006)[7]
- Oliver Parker! (2010)[7]